# Keith Norton
Keith Calder Norton (26 tháng 1 năm 1941 – 31 tháng 1 năm 2010) là một chính khách và công chức Canada. Ông từng là thành viên Bảo thủ Tiến bộ của Hội đồng lập pháp Ontario từ năm 1975 đến năm 1985, và cho đến năm 2005, ủy viên trưởng của Ủy ban Nhân quyền Ontario.

## Cuối đời
Sau khi rời chính trị năm 1985, Norton trở thành một doanh nhân và nhà tư vấn, làm việc trong lĩnh vực lọc nước. Ông đã cố gắng trở lại chính trị trong bầu cử năm 1990, tranh đua ở Toronto chống lại Tổng chưởng lý Tự do Ian Scott. Norton đã công khai vào thời điểm này, và tranh đua như một chính khách đồng tính công khai trong tranh cử của St. George—St. David, bao gồm khu vực lân cận Church and Wellesley Toronto, ngôi làng đồng tính lớn nhất Canada.
Trong khi Scott bị chỉ trích vì không công khai về tính dục của mình, Norton bị chế giễu vì chủ nghĩa cơ hội, tuyên bố mình công khai đồng tính chỉ sau khi ông quyết định tranh đua với một dân số đồng tính lớn. Norton đứng thứ ba, sau Scott và ứng cử viên NDP.